# Sport Club Potsdam e.V.
O Sport Club Potsdam e. V. é um clube poliesportivo alemão fundado em 1961, entre os esportes olímpicos, destaca-se o voleibol profissional no naipe feminino.

## História
O SC Potsdam possui 2.050 atletas que treinam em quase 100 grupos esportivos, ganhou fama em esportes competitivos, especialmente no vôlei feminino, atletismo, natação paralímpica e trenó. No atletismo é regularmente representado por atletas nos Campeonatos da Europa e do Mundo, além dos Jogos Olímpicos.
O atleta de maior reconhecimento foi Kevin Kuske, praticante do Bobsleigh, que começou como atleta no clube e foi quatro vezes campeão olímpico, neste departamento o clube forma jovens atletas com relevantes projeções internacionais.O clube oferece modalidades para deficientes com cerca de 500 pessoas com deficiência treinando com demais frequentadores e recebem orientação profissional e assistência médica. Os sucessos nos Jogos Paraolímpicos são uma prova do sucesso do trabalho esportivo competitivo.Além do esporte também está envolvido na área social, com o clube infantil "Junior" e o clube juvenil "Off Line", a associação opera dois locais de encontro populares para crianças e jovens em Potsdam.
O SC Potsdam está sediado em um edifício multifuncional de clubes na área residencial de Kirchsteigfeld, para a qual o SC se mudou em 2011. O clube da juventude também está localizado neste edifício.Torsten K. Bork preside o clube esportivo desde 2006.O departamento de voleibol do SC Potsdam tem início no ano de 1996, e somente na temporada 2005-06 ingressa na 2. Bundesliga, e no período de 2006-07 conquista o título e a promoção  1. Bundesliga, por resolução da diretoria investiram apenas na categoria de base e somente na jornada 2008-09 alcança novamente a promoção a elite nacional  e estreando na 1. Bundesliga 2009-10 permaneceu competindo nesta divisão alcançando posições intermediárias, e na jornada 2018-19 termina terceira posição e obtêm a qualificação para a Copa CEV 2019-20.

## Títulos

### Competições Nacionais
Campeonato Alemão
- Terceiro posto:2018-19

Copa da Alemanha
 Supercopa Alemã:

### Competições Internacionais
CEV Champions League: 0
 Copa CEV: 0
 Challenge Cup : 0